# Скакав козак через долину
«Скакав козак через долину» — радянський художній фільм 1986 року, знятий режисером Віталієм Кольцовим на кіностудії «Мосфільм».

## Сюжет
Старший механік великого суховантажного судна Валентин Кравчук привозить на Кубань до тітки Євдокії сина, щоб із дружиною вирушити на Південь. Але посперечавшись із односельцями, що зуміє намолотити двісті тонн хліба, Валентин не відмовляється від своїх слів і залишається на жнивах.

## У ролях
- Володимир Гостюхін — Валентин Кравчук, старший механік великого суховантажу
- Людмила Шевель — Катя, дружина Кравчука
- Іван Лапиков — Іван Степанович Бородай, дядько Кравчука
- Майя Булгакова — Євдокія Кузьмівна Бородай, тітка Кравчука
- Віктор Іллічов — Костя Інтєрєсний, тракторист
- Іван Бортник — Андрій Пилипович Полуботько, колгоспний водій
- Іван Рижов — Павло Корнійович, «Заготзерно»
- Андрій Толубєєв — Михайло Терентійович, «Сільгосптехніка»
- Юрій Ульяненко — секретар райкому
- Денис Пилаєв — Колька, син Валентина та Каті
- Юрій Черниченко — автор
- Петро Глєбов — Лукич, міліціонер
- Юрій Платонов — Микола Семенович Калюжний, член комісії
- Ірина Гришина — Нінка, колгоспниця
- Олександр Мілютін — колгоспник
- Михайло Ігнатов — Семенюк, колгоспник, працівник «Сільгосптехніки»
- Ігор Кашинцев — продавець автозапчастин
- Раїса Рязанова — робітниця елеватора
- Софія Горшкова — робітниця елеватора
- Юрій Гусєв — епізод
- Анатолій Вєдьонкин — моряк
- М. Безкоровайний — епізод
- Михайло Чигарьов — епізод
- Валентин Кострикін — епізод
- Роман Лавров — турист
- Сергій Шкаликов — турист
- Олександр Іваненко — епізод
- Є. Мищиріков — епізод
- Владислав Вєтров — водій, що привіз хліб на корм
- Надія Матушкіна — колгоспниця
- Людмила Купіна — колгоспниця
- С. Маковський — епізод
- Павло Бондаренко — покупець на товкучці
- Олександр Горбенко — епізод
- Вадим Грачов — епізод
- Олексій Кулаєв — турист, виконавець пісні
- Надія Семенцова — епізод
- Іван Турченков — водій на здачі зерна
- Віктор Уральський — епізод
- Федосья Лузікова — епізод
- Неллі Вершиніна — епізод

## Знімальна група
- Режисер — Віталій Кольцов
- Сценарист — Юрій Черниченко
- Оператори — Анатолій Заболоцький, Володимир Межеков
- Композитори — Павло Чекалов, Олексій Кулаєв
- Художники — Борис Царьов, Віктор Зєнков